# Pagedale
Pagedale est une ville de la proche banlieue de Saint-Louis, dans le comté de Saint-Louis, dans le Missouri, aux États-Unis,. Située à l'est du comté, elle est incorporée en 1950.

## Démographie
Lors du recensement de 2010, la ville comptait une population de 3 310 habitants. Elle est estimée, en 2016, à 3 292 habitants.

### Source de la traduction
- (en) Cet article est partiellement ou en totalité issu de l’article de Wikipédia en anglais intitulé « Pagedale, Missouri » (voir la liste des auteurs).